# جوانا كريم
جوانا كريم واسمها الحقيقي ابتهال كريم مغنية وممثلة وعارضة أزياء عراقية ولدت في البصرة في تشرين الثاني 1982 مقيمة في لبنان، اشتهرت بأغنية «كل الهلا»، بالإضافة لعملها الفني كمغنية فشاركت كممثلة بعدد من الأعمال التلفزيونية في دول الخليج.

## مسيرتها الفنية
بدأت الممثلة العراقية جوانا كريم حصد نتائج إيجابية بعد مشاركتها في مسلسل «هوامير الصحراء» في عام 2010 والذي عرض خلال شهر رمضان على شاشة روتانا خليجية وحاز إعجاب عدد كبير من المشاهدين العرب وصرحت جوانا أنها تستعد لخوض تجربة جديدة في الدراما العربية.
بعد نجاح أغنيتها الأولى «كل الهلا»، وضعت الفنانة جوانا كريم صوتها على أغنية جديدة بعنوان «سيبوني» وهي تراثية اللون من موسيقى وتوزيع الموسيقار حسام كامل.
على صعيد آخر، وافقت جوانا على المشاركة في مسلسل الفلتة وذلك بعد نجاح دورها في مسلسل «السلطانة» الذي عرض على شاشة OSN وعبر الشاشات الخليجية.

## إعتزالها
خلال تواجدها في الحفل الغنائي السنوي الذي أقامته شركة بلاتينيوم ريكوردز في دبي، صرحت الفنانة جوانا كريم، التي قالت عن وجودها هناك:«أنا دعيت كصديقة وليس كفنانة، وأحببت أن أحضر الحفل لألتقي بأصحابي والناس والفنانين الذين أحبهم، وشيء جميل من وقت إلى آخر أن نلتقي بمن نحب».
وعن غياب الأعمال الفنية الخاصة بها، قالت لنا جوانا:«أنا تزوجت ورزقت بطفل واعتزلت من ثلاث سنوات لكني لم أعلن الخبر، وتعرفون أن الزواج والأهل والعائلة هم الأهم، خصوصاً إذا كان هناك أولاد، هذه قناعاتي وكل إنسان لديه قناعة معينة».

## أعمالها
- 2010: هوامير الصحراء 2
- 2011: هوامير الصحراء 3
- 2012: هوامير الصحراء 4
- 2013: السلطانة
- 2014: الفلتة